# کنکورد، شهرستان دیکلب، ایندیانا
کنکورد (به انگلیسی: Concord) یک منطقهٔ مسکونی در ایالات متحده آمریکا است که در ایندیانا واقع شده‌است. کنکورد ۲۵۹٫۰۸ متر بالاتر از سطح دریا قرار دارد.